# Ідіасабаль
Ідіасабаль (баск. Idiazabal (офіційна назва), ісп. Idiazábal) — муніципалітет в Іспанії, у складі автономної спільноти Країна Басків, у провінції Гіпускоа. Населення — 2264 особи (2009).
Муніципалітет розташований на відстані близько 310 км на північний схід від Мадрида, 41 км на південний захід від Сан-Себастьяна.
На території муніципалітету розташовані такі населені пункти: (дані про населення за 2009 рік)
- Ідіасабаль: 2191 особа
- Урсуаран: 73 особи

## Демографія
Динаміка населення (INE ):

## Галерея зображень

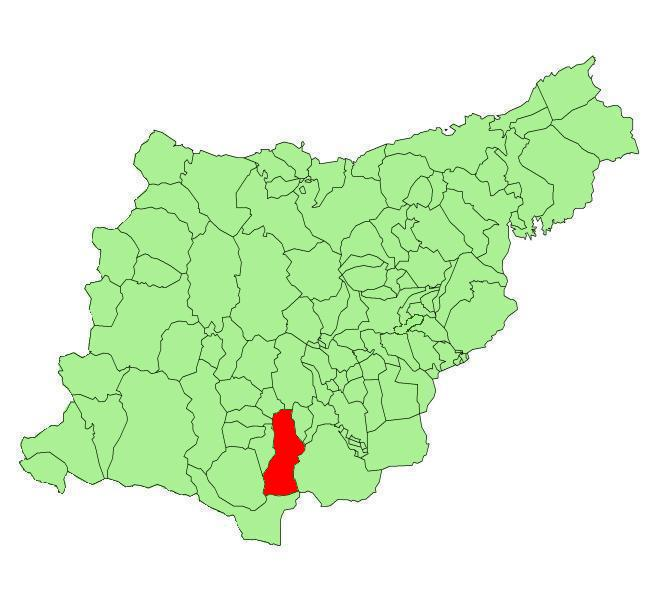
Розташування муніципалітету